# ويلهلم بيير
ويلهلم بيير (بالألمانية: Wilhelm Beier)‏ هو طيار بطل ألماني، ولد في 18 نوفمبر 1913 في دويسبورغ في ألمانيا، وتوفي في 12 يوليو 1977 في مويرس في ألمانيا.